# Miguel Ruiz (basket-ball)
Pour les articles homonymes, voir Miguel Ruiz (homonymie) et Ruiz.
Miguel Ruiz, né le 20 décembre 1990, à Caracas, au Venezuela, est un joueur de basket-ball vénézuélien. Il évolue aux postes d'ailier d'ailier fort.

## Palmarès
- Champion des Amériques 2015
- Champion d'Amérique du Sud 2014, 2016